# Marco Guglielmi
Marco Guglielmi (San Remo, Italia, 6 de octubre de 1926 – Roma, 28 de diciembre de 2005) fue un actor y guionista italiano.

## Biografía
Marco Guglielmi es el nombre artístico de Augusto Guglielmi. Nacido en San Remo en 1926, se graduó del Instituto Técnico en plena Guerra Mundial. Más tarde se matriculó en la Universidad, en la Facultad de Economía y negocios, aunque sin terminar sus estudios. Guglielmi estudió posteriormente en el Centro Experimental de Cine de Roma, donde se graduó en 1953, a pesar de haber participado ya en 1951-52 en un par de películas, en papeles de menor importancia. También comenzó otros estudios de interpretación, pero pronto se dedicó a su carrera con actuaciones en los escenarios, la televisión y el cine, aunque a menudo son personajes muy secundarios, incluso de apoyo a otros personajes del elenco.
Guglielmi también trabajó para la revista Sogno. e hizo guiones y alguna novela, como la titulada "Er più de Roma", escrita junto a Lucio Mandarà, y que fue adaptada al cine con el título Il principe fusto, dirigida por Maurizio Arena y estrenada en 1960.

## Filmografía
- Nessuno ha tradito, de Roberto Bianchi Montero (1951)
- Erano trecento..., de Gian Paolo Callegari (1952)
- Er fattaccio, de Riccardo Moschino (1953)
- Attila, de Pietro Francisci (1954)
- L'arte di arrangiarsi, de Luigi Zampa (1954)
- Proibito, de Mario Monicelli (1954)
- Divisione Folgore, de Duilio Coletti (1955)
- Andrea Chénier, de Clemente Fracassi (1955)
- Destinazione Piovarolo, de Domenico Paolella (1955)
- Gli sbandati, de Citto Maselli (1955)
- Una voce, una chitarra, un po' di luna, de Giacomo Gentilomo (1956)
- I fidanzati della morte, de Romolo Marcellini (1956)
- Río Guadalquivir, de Primo Zeglio (1957)
- El Alamein, de Guido Malatesta (1957)
- La canzone del destino, de Marino Girolami (1957)
- La canzone più bella, de Ottorino Franco Bertolini (1957)
- Adorabili e bugiarde, de Nunzio Malasomma (1958)
- Pezzo, capopezzo e capitano, de Wolfgang Staudte (1958)
- Guardia, ladro e cameriera, de Steno (1958)
- Pensione Edelweiss, de Ottorino Frando Bertolini (1958)
- Vite perdute, de Adelchi Bianchi e Roberto Mauri (1958)
- Il terrore della maschera rossa, de Luigi Capuano (1959)
- I sicari di Hitler, de Ralph Habib (1959)
- Gli avventurieri dei Tropici, de Sergio Bergonzelli (1960)
- Il principe fusto, de Maurizio Arena (1960)
- Ombre bianche, de Baccio Bandini (1960)
- Cavalcata selvaggia, de Piero Pierotti (1960)
- Il mulino delle donne di pietra, de Giorgio Ferroni (1960)
- L'ultimo zar, de Pierre Cheval (1960)
- Giuseppe venduto dai fratelli, de Irving Rapper (1961)
- Il dominatore dei sette mari, de Primo Zeglio (1961)
- Cronaca familiare, de Valerio Zurlini (1961)
- I pianeti contro di noi, de Romano Ferrara (1962)
- Tempo di credere, de Antonio Racioppi (1962)
- Venere imperiale, de Jean Dellanoy (1962)
- La visita, de Antonio Pietrangeli (1963)
- Terrore nella notte, de Heinz Reinl (1963)
- Luciano, una vita bruciata, de Gian Vittorio Bladi (1963)
- Il peccato, de Jorge Grau (1963)
- La visita del rencor (The visit/Der Besuch) de Bernhard Wicki (1964)
- Una sporca guerra, de Dino Tavella (1964)
- Berlino, appuntamento per le spie, de Vittorio Sala (1965)
- New York chiama Superdrago, de Giorgio Ferroni (1966)
- Le dolci signore, de Luigi Zampa (1967)
- Avventurieri per una rivolta, de Jean Besnard (1967)
- Bandidos, de Massimo Dallamano (1967)
- Un uomo, un cavallo, una pistola, de Luigi Vanzi (1967)
- Si muore solo una volta, de Giancarlo Romitelli (1967)
- Corri uomo corri, de Sergio Sollima (1968)
- La battaglia di El Alamein, de Giorgio Ferroni (1968)
- Probabilità zero, de Maurizio Lucidi (1968)
- Plagio, de Sergio Capogna (1969)
- Revenge, de Piero Tosini (1969)
- La guerra sul fronte Est, de Tanio Boccia (1970)
- Un gioco per Eveline, de Marcello Avallone (1971)
- La tecnica e il rito, de Miklòs Jancsò (1971)
- Cristiana, monaca indemoniata, de Sergio Bergonzelli 1973)
- Società a responsabilità molto limitata, de Paolo Bianchini (1973)
- 24 ore... non un minuto di più, de Franco Bottari (1973)
- La minorenne, de Silvio Amadio (1974)
- Perché si uccide un magistrato, de Damiano Damiani (1974)
- Mussolini ultimo atto, de Carlo Lizzani (1974)
- La legge della Camorra, de Demofilo Fidani (1976)
- Il cinico, l'infame, il violento, de Umberto Lenzi (1976)
- Gli amici di Nick Hezard, de Fernando Di Leo (1976)
- Candido erotico, de Claudio De Molinis (1978)
- Il grande attacco, de Umberto Lenzi (1978)
- Canto d'amore, de Elda Tattoli (1982)
- Un uomo di razza, de Bruno Rasia (1988)